# Microperoryctes murina
Il bandicoot murino (Microperoryctes murina Stein, 1932) è un raro marsupiale dell'ordine dei Peramelemorfi. È noto con certezza solamente a partire da tre esemplari catturati da George Stein nel 1931. Il luogo della cattura, lo stesso per tutti e tre gli esemplari, è stato Gunung Sumuri, situato nella Catena dei Weyland, nella Provincia di Papua (nella parte indonesiana della Nuova Guinea). Il suo areale è probabilmente molto ristretto, ma non sappiamo con certezza quali vette abiti, dato che il luogo della scoperta non è più stato raggiunto da alcuna spedizione scientifica. Vive nelle foreste pluviali ad altitudini di 2500 m.